# 华北白前
华北白前（学名：Cynanchum hancockianum）是夹竹桃科鹅绒藤属的植物。分布于中国大陆的陕西、内蒙古、四川、山西、甘肃、河北等地，多生长在以山岭旷野为多，目前尚未由人工引种栽培。

## 别名
牛心朴子（内蒙古）